# Tamboara
Tamboara este un oraș în Paraná (PR), Brazilia.